# Guihulngan
Guihulngan és un municipi de la província de Negros Oriental, a la regió filipina de les Visayas Centrals. Segons les dades del cens de l'any 2007 té una població de 91.358 habitants distribuïts en una superfície de 388,56 km².

## Divisió administrativa
Guihulngan està políticament subdividit en 33 barangays.
| - Bakid - Balogo - Banwaque - Basak - Binobohan - Buenavista - Bulado - Calamba - Calupa-an - Hibaiyo - Hilaitan | - Hinakpan - Humayhumay - Imelda - Kagawasan - Linantuyan - Luz - Mabunga - Magsaysay - Malusay - Maniak - Mckinley | - Nagsaha - Padre Zamora - Plagatasanon - Planas - Poblacion - Sandayao - Tacpao - Tinayunan Beach - Tinayunan Hill - Trinidad - Villegas |